# Snigeln och valen
Snigeln och valen (engelsk originaltitel The Snail and the Whale) är en bilderbok för barn skriven på rim av Julia Donaldson med illustrationer av Axel Scheffler utgiven 2003. Samma år gavs den ut av Alfabeta översatt till svenska av Lennart Hellsing.
En 26 minuter lång filmatisering gjordes av BBC i samarbete med Magic Light Pictures med regi av Max Lang och Daniel Snaddon och den premiärvisades på BBC One den 25 december 2019. Musiken i filmen är gjord av René Aubry och animationen av sydafrikanska Triggerfish Animation Studios. Bland röstskådespelarna märks Diana Rigg (berättare), Sally Hawkins (snigeln) och Rob Brydon (valen). Filmen har tilldelats flera utmärkelser, bland vilka speciellt märks Best Animated Special Production vid Annie Awards 2021.
Berättelsen handlar om en snigel som sitter på en havsklippa och längtar ut i världen. Snigeln får då lift av en knölval och tillsammans reser de jorden runt...